# Tokugawa Mitsukuni
Tokugawa Mitsukuni (徳川光圀 Tokugawa Mitsukuni?,  también conocido como Mito Kōmon (水戸黄門), Mito, 11 de julio de 1628 – 14 de enero de 1701), fue un prominente daimyō japonés del Clan Mito que gobernó el Dominio Mito. Fue el tercer hijo de Tokugawa Yorifusa, daimyō del dominio Mito, quien a su vez era el undécimo hijo de Tokugawa Ieyasu, primer Shōgun Tokugawa.

## Antecedentes
Tokugawa Mitsukuni fue nieto del unificador de Japón y primer shōgun del shogunato Tokugawa, Tokugawa Ieyasu (1543–1616). 
El siglo XVI en Japón fue una época convulsa, enmarcada en los denominado periodos  Sengoku y  Azuchi-Momoyama de guerras intestinas. Los diferentes señores feudales (daimyō) luchaban por mantener o aumentar los bienes de sus casas. En este curso bélico surge la figura del señor feudal Oda Nobunaga (1534-1582), predispuesto a hacerse con el control de todo el país. Su repentina muerte lleva al poder a su mano derecha, Toyotomi Hideyoshi (1537-1598), quien continuará su labor de unificación del país. El descontento provocado por las políticas de Hideyoshi y la disconformidad a su muerte con la sucesión del poder para su hijo Toyotomi Hideyori (1593-1615), llevaría a que Tokugawa Ieyasu (que había apoyado las campañas de Oda Nobunaga y Toyotomi Hideyoshi), reclamara el control del país.
Las contiendas finales se desarrollaron en el marco de la Batalla de Sekigahara (1600), dando paso a la toma de poder de Tokugawa Ieyasu y el Sitio del Castillo de Ōsaka (1614-1615), donde quedaron eliminados los últimos resquicios del anterior gobierno. 
Con estos precedentes históricos, se inicia en Japón el periodo Edo (1603-1868), con el Clan Tokugawa en el poder. Entre las muchas reformas políticas que se llevaron a cabo por el nuevo gobierno, se destaca la división de los feudos y señores feudales en tres tipos principales:
Shinpan daimyō: Aquellos que más cercanía tenían al bakufu Tokugawa, no solo en ideales políticos, sino en sanguíneos y familiares.
Fudai daimyō: Aquellos señores feudales que apoyaron desde un primer momento a Ieyasu Tokugawa en su política de unificación.
Tozama daimyō: Dentro de esta denominación se circunscriben aquellos señores que podían llegar a ser problemáticos para el gobierno por diversos motivos. Se trataba de daimyō que habían luchado en contra de Tokugawa en el pasado, o que ocupaban posiciones alejadas del control directo del gobierno, estando en muchos casos unidas ambas cuestiones.
En el primer grupo, los shinpan daimyō, estaba el undécimo hijo de Tokugawa Ieyasu, Tokugawa Yorifusa (1603-1661). A Yorifusa se le concedió de nacimiento el feudo de Shimotsuma, pero a la edad de ocho años se le transfirió al feudo o Dominio Mito, donde se estableció fundando el Clan Mito de la familia Tokugawa. Tuvo cinco hijos, siendo Tokugawa Mitsukuni el tercero de ellos y el heredero del feudo de Mito a sus 34 años, en 1661. Por este motivo, también se le conoce a Tokugawa Mitsukuni como Mito Mitsukuni o, popularmente, Mito Kōmon.

## Señor del Dominio Mito
Tokugawa Mitsukuni, segundo daimyō del Clan Mito, uno de los nietos del Shōgun Tokugawa Ieyasu y gobernante de la Provincia de Hitachi (hoy en día Prefectura de Ibaraki).
Mito Mitsukuni, como también es conocido, gobernó el Dominio Mito del año 1661 a 1690 y fue un prominente daimio (大名 daimyō) que era conocido por su influencia en la política del período Edo temprano, un erudito conocido por la cantidad de investigación que realizó y que además contribuyó a iniciar y organizar los primeros estudios para compilar la historia de Japón en el llamado Gran historia de Japón (大日本史 Dai Nihonshi).
Tokugawa Mitsukuni reclutó académicos para estudiar la historia y la filosofía de Japón, con el fin de compilar una historia, que se centraría en la línea imperial. Cada capítulo  de la Dai Nihonshi se concentró en el gobierno de un emperador específico. Después de su muerte, el trabajo de recopilar la historia fue continuado por la rama de Mito hasta su terminación en la era Meiji. 

## Curiosidades

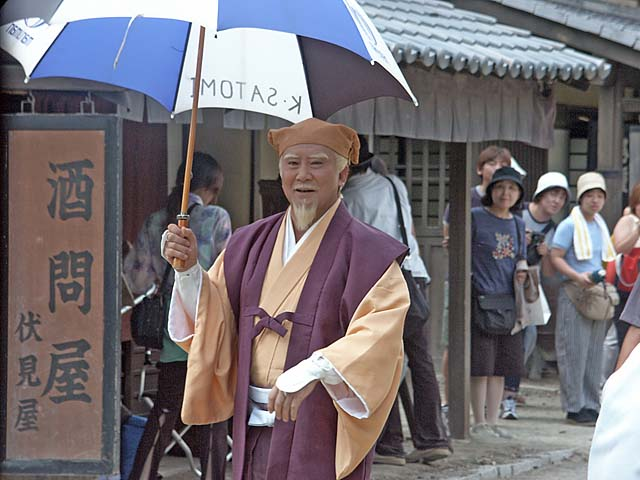
Mito Kōmon del drama japonés

Mito Mitsukuni falleció en su casa en 1701. Sin embargo, su fama no hizo más que crecer con el paso de los siglos, llegando a ser elevado a Kami de la religión shintō. Desde ese momento comenzaron a circular historias sobre él, narraciones, mitos y leyendas con una base histórica y un desarrollo ficticio y novelesco. 
Esto llevó a que hacia 1890, en Osaka, se empezara a publicar el Mito Kōmon Man’yuki: un folletín por entregas que narraba los ficticios viajes de Mito Mitsukuni acompañado por dos o tres ayudantes, donde visitaba las diferentes aldeas de su feudo y solucionaba todo tipo de eventualidades que surgiesen. Estas novelas ligeras, tuvieron su continuación en el siglo XX, aumentando en número y tirada, hasta que en 1928 Ikeda Tomiyasu dirigió Zoku Mito Kōmon, el primer filme sobre las vivencias de Mito Mitsukuni. En los años venideros le seguirían numerosas secuelas autoconclusivas, hasta llegar a la versión de 1957, dirigida por Sasaki Yasushi, que disparó aún más si cabe la fama de estas historias; a esta película le seguirían más.
En el año 1969, nace la serie o drama japonés del personaje de Mito Kōmon basado en Tokugawa Mitsukuni, transmitido por la cadena TBS. Ella es una de las series más largas que han existido en Japón, contando con más de 40 temporadas y con más de mil capítulos.
Cada verano la ciudad de Mito, acoge el Festival Mito Kōmon, que destaca el sello o emblema del Clan Tokugawa y del Clan Mito, y actores representan a Tokugawa Mitsukuni y a sus ayudantes. Este matsuri o festival comenzó a realizarse en 1951 como conmemoración del líder más famoso de Mito, Mito Kōmon, que es también la mascota de la prefectura (ハッスル黄門 Hassuru Kōmon) y el personaje del título del drama más largo de Japón. El festival se celebra cada año en el primer fin de semana de agosto e incluye desfiles, bailes, carrozas, santuarios portátiles, un carnaval de ciudadanos y fuegos artificiales lanzados sobre la laguna Senba.